# Lista över kanadensiska filmer från 1990-talet
Detta är en lista över filmer som produceras i Kanada under 1990-talet och är sorterad efter året och datumet filmen släpptes.
| 1990                                           |                    |                                                                         |            | |
| The Amityville Curse                           |                    |                                                                         |            | |
| Archangel                                      | Guy Maddin         |                                                                         |            | |
| Black Robe                                     | Bruce Beresford    |                                                                         |            | Genie Award for Best Motion Picture                                                                                    |
| The Company of Strangers                       | Cynthia Scott      |                                                                         |            | |
| H                                              | Darrell Wasyk      | Pascale Montpetit, Martin Nuefeld                                       | Drama      | Genie Award for Best Actress, Pascale Montpetit                                                                        |
| Roadkill                                       | Bruce McDonald     | Valerie Buhagiar, Don McKellar                                          |            | Genie Awards for best screenplay & supporting actor                                                                    |
| White Room                                     | Patricia Rozema    | Kate Nelligan                                                           |            | |
| 1991                                           |                    |                                                                         |            | |
| The Adjuster                                   | Atom Egoyan        | Elias Koteas, Arsinée Khanjian, Maury Chaykin                           |            | Best Canadian Feature at TIFF                                                                                          |
| Highway 61                                     | Bruce McDonald     | Valerie Buhagiar, Don McKellar                                          |            | Best Canadian Feature at TIFF                                                                                          |
| Den nakna lunchen                              | David Cronenberg   | Peter Weller                                                            |            | Genie Award for Best Motion Picture                                                                                    |
| Nelligan                                       | Robert Favreau     |                                                                         |            | |
| Perfectly Normal                               | Yves Simoneau      | Michael Riley, Robbie Coltrane                                          |            | |
| 1992                                           |                    |                                                                         |            | |
| Being at Home with Claude                      |                    | Roy Dupuis                                                              |            | |
| Bordertown Café                                | Norma Bailey       | Janet Wright                                                            |            | Genie for Best Actress                                                                                                 |
| Buried on Sunday                               | Paul Donovan       | Paul Gross                                                              |            | |
| Careful                                        | Guy Maddin         | Kyle McCulloch, Gosia Dobrowolska, Sarah Neville, Paul Cox, Brent Neale | Dramafilm  | Bästa kanadensiska film på Cinéfest 1992                                                                               |
| Léolo                                          | Jean-Claude Lauzon | Maxime Collin, Ginette Reno                                             |            | Fanns med på Filmfestivalen i Cannes 1992, en av de 100 bästa filmerna enligt Time'                                    |
| Le Mouton noir                                 | Jacques Godbout    |                                                                         | Dokumentär | |
| The Yo-Yo Gang                                 | G.B. Jones         | Caroline Azar, Leslie Mah, Donna Dresch                                 |            | Queercore |
| 1993                                           |                    |                                                                         |            | |
| I Love a Man in Uniform                        | David Wellington   | Tom McCamus                                                             |            | Genie Award for Best Actor                                                                                             |
| Love and Human Remains                         | Denys Arcand       | Thomas Gibson                                                           |            | Genie Award for Best Adapted Screenplay Baserad på Brad Frasers Unidentified Human Remains and the True Nature of Love |
| Mustard Bath                                   | Darrell Wasyk      | Michael Riley, Martha Henry                                             | Drama      | Genie Award for Best Supporting Actress, Martha Henry                                                                  |
| Thirty Two Short Films About Glenn Gould       | François Girard    | Colm Feore                                                              |            | Genie Award for Best Motion Picture                                                                                    |
| 1994                                           |                    |                                                                         |            | |
| Le Confessional                                | Robert Lepage      | Lothaire Bluteau                                                        |            | |
| Dance Me Outside                               | Bruce McDonald     | Adam Beach, Ryan Black, Hugh Dillon                                     |            | Baserad på en bok av W.P. Kinsella                                                                                     |
| Double Happiness                               | Mina Shum          | Sandra Oh, Callum Keith Rennie                                          |            | Genie for Best Actress                                                                                                 |
| Exotica                                        | Atom Egoyan        | Don McKellar, Arsinée Khanjian, Mia Kirshner                            |            | Vinnare på Fimfestivalen i Cannes                                                                                      |
| The Last Supper                                | Cynthia Roberts    | Daniel MacIvor, Ken McDougall, J.D. Nicholsen                           | Drama      | Vinnare av Teddy Award                                                                                                 |
| 1995                                           |                    |                                                                         |            | |
| Johnny Mnemonic                                | Robert Longo       | Keanu Reeves                                                            |            | |
| Margaret's Museum                              | Mort Ransen        | Helena Bonham Carter                                                    |            | Sex Genie Awards |
| The Michelle Apartments                        | John Pozer         | Henry Czerny                                                            | Komedi     | |
| Screamers                                      | Christian Duguay   | Peter Weller, Roy Dupuis, Jennifer Rubin                                | Skräck     | |
| 1996                                           |                    |                                                                         |            | |
| The Best Bad Thing                             |                    |                                                                         |            | |
| Fire                                           | Deepa Mehta        |                                                                         |            | |
| Hard Core Logo                                 | Bruce McDonald     |                                                                         |            | |
| Project Grizzly                                | Peter Lynch        | Troy Hurtubise                                                          | Dokumentär | |
| 1997                                           |                    |                                                                         |            | |
| The Assignment                                 | Christian Duguay   | Aidan Quinn, Donald Sutherland                                          |            | |
| Cube                                           | Vincenzo Natali    |                                                                         |            | |
| The Sweet Hereafter                            | Atom Egoyan        | Ian Holm, Sarah Polley                                                  |            | Genie Award for Best Motion Picture                                                                                    |
| 1998                                           |                    |                                                                         |            | |
| Airspeed                                       |                    |                                                                         |            | |
| Dog Park                                       | Bruce McCulloch    |                                                                         |            | |
| Last Night                                     | Don McKellar       | Don McKellar, Sandra Oh                                                 |            | Claude Jutra Award |
| Red Violin                                     | François Girard    | Samuel L. Jackson                                                       |            | Genie Award for Best Motion Picture                                                                                    |
| You Can Thank Me Later                         |                    |                                                                         |            | |
| La Comtesse de Bâton Rouge                     |                    |                                                                         |            | |
| 1999                                           |                    |                                                                         |            | |
| Babar: King of the Elephants                   |                    |                                                                         | Animation  | |
| Better Than Chocolate                          | Anne Wheeler       |                                                                         |            | |
| Existenz                                       | David Cronenberg   | Jude Law                                                                |            | Golden Reel för box office                                                                                             |
| Felicia's Journey                              | Atom Egoyan        | Bob Hoskins                                                             |            | |
| Just Watch Me: Trudeau and the 70's Generation | Catherine Annau    |                                                                         | Dokumentär | Genie Award for Best Feature Doc                                                                                       |